# آته‌لومش
در یک متن هوریانی که در بایگانی سلطنتی هیتیان در بغازکوی، از وی با عنوان «اَتَه لومَش شاهنشاه ایلام» و «شاه توکریش» یادشده‌است. با توجه به متن یاد شده زمان حکومت او باید پیش از زمان فرمانروایی منیشتوسو شاه اکد (۲۳۰۶ تا ۲۲۹۲پ. م) بوده باشد. بنابراین در آن زمان رهبری اتحادیه ایلام به‌طور موقت از اوان به توکریش (که مکان دقیق آن ناشناخته است) منتقل شده بوده‌است.